# الساقية الحمراء

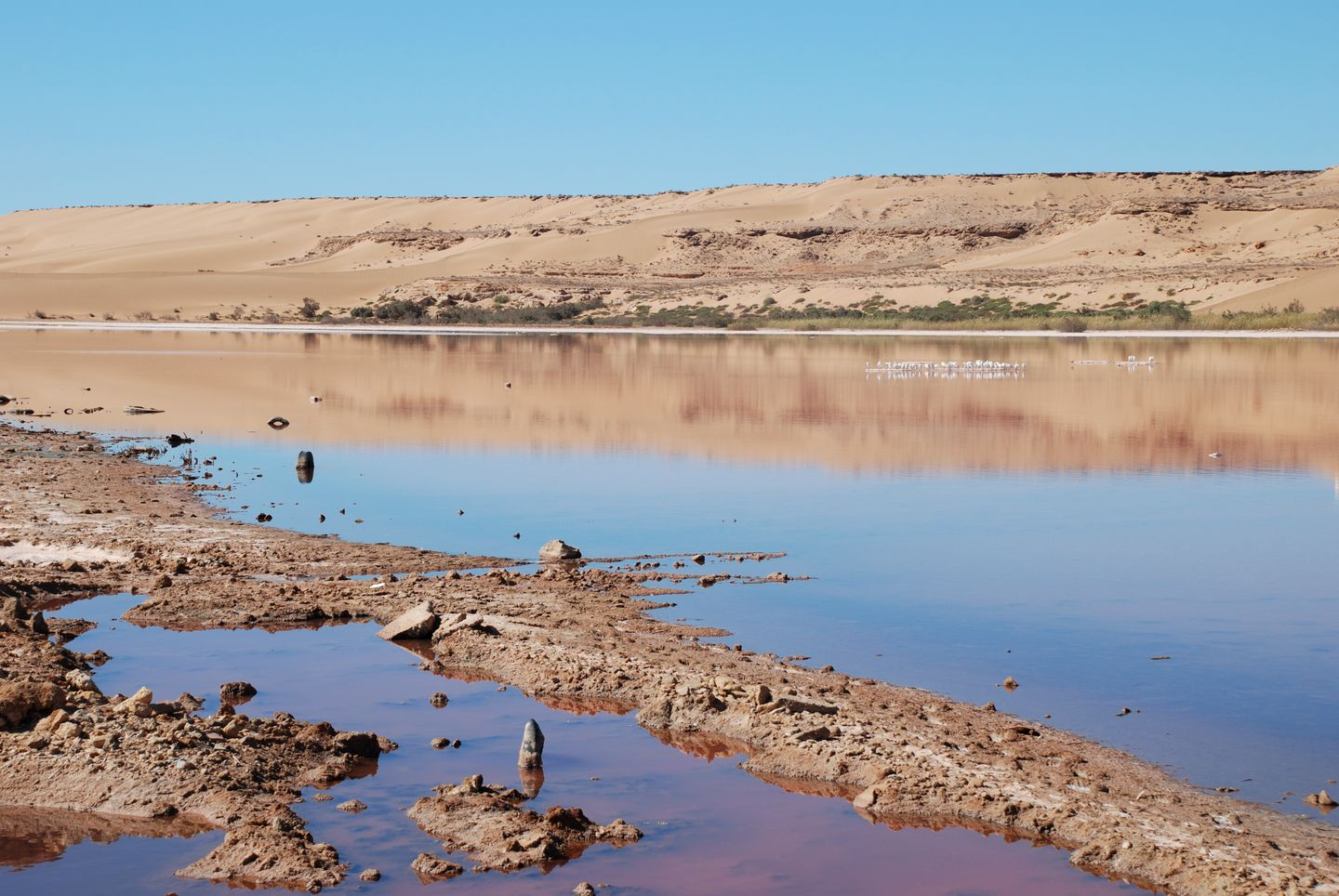
نهر الساقية الحمراء قرب مدينة العيون.

الساقية الحمراء هو أحد إقليمي منطقة الصحراء المغربية، الأقليم الآخر هو (وادي الذهب). يمثل إقليم الساقية الحمراء تقريبا ثلث مساحة منطقة الصحراء المغربية المتنازع عليها بين المغرب وجبهة المرتزقة، اشتق اسمه من مجرى مائي يمر عبر مدينة العيون ويمتد مساره غربا من جنوب قرية الفارسية ليصل إلى المحيط الأطلسي.
يقع الأقليم في الجزء الشمالي من الصحراء المغربية بين خط عرض 26 شمالاً وخط عرض 27°50' شمالاً، حيث اعتبر رأس بوجدور نقطة فاصلة بين المناطق. العاصمة  الإقليمية الساقية الحمراء هي العيون،، كما يضم الإقليم أيضًا مدينة السمارة المغربية. 
تبلغ مساحة الإقليم حوالي 82000 كيلومتر مربع (51000 ميل)، مما يجعله يشكل تقريبًا ثلث مساحة الصحراء المغربية.